# Palazzo del Te

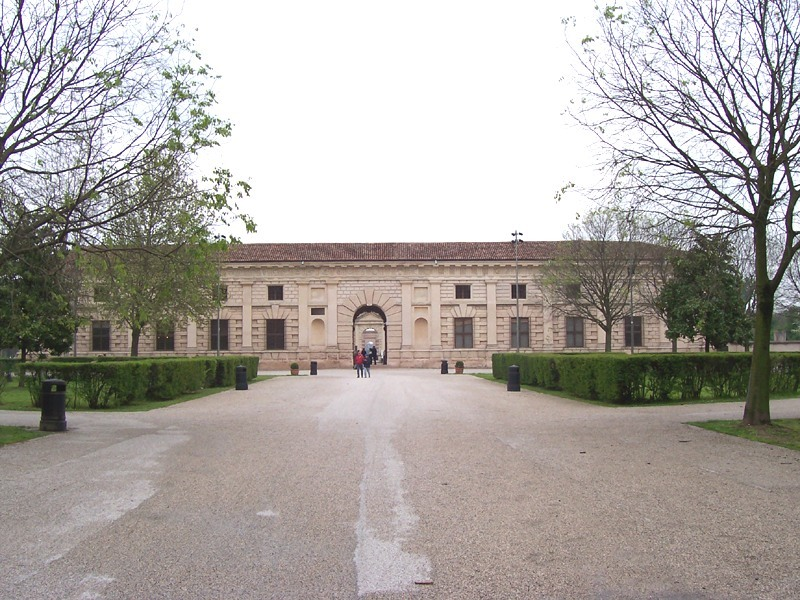
Entrada do Palazzo del Te.

O Palazzo del Te, ou Palazzo Te, é um palácio da Itália, construído em Mântua entre 1525 e 1534, por encomenda de Federico II Gonzaga. É a obra mais célebre do arquiteto italiano Giulio Romano.
Para um leigo em arquitetura que se passeie pelos subúrbios de Mântua, o Palazzo del Te, construção quadrada isolada, dá a impressão simples e imediata de ser uma reação ao estilo de construção da Alta Renascença (o Cinquecento). Parece, simultaneamente, transgredir e obedecer às regras da arquitetura clássica do Renascimento tal como foram definidas, no século anterior, por Leon Battista Alberti na sua obra De re aedificatoria (1485).

## O nome
Em meados do século XV, Mântua estava dividida, pelo canal "Rio", em duas grandes ilhas circundadas por lagos; uma terceira pequena ilha, apelidada com o termo medieval Tejeto e abrevida como Te, foi escolhida para a edificação do Palazzo del Te.
Também é possível que o nome do palácio derive do termo tilietum (localidade de tílias), do latim atteggia  (cabana), ou do termo gálico teza (telhado), em memória das antigas e modestas habitações que estavam construídas na zona.

## A "filosofia" da villa
un poco di luogo da potervi andare e ridurvisi tal volta a desinare, o a cena per ispasso— Giorgio Vasari

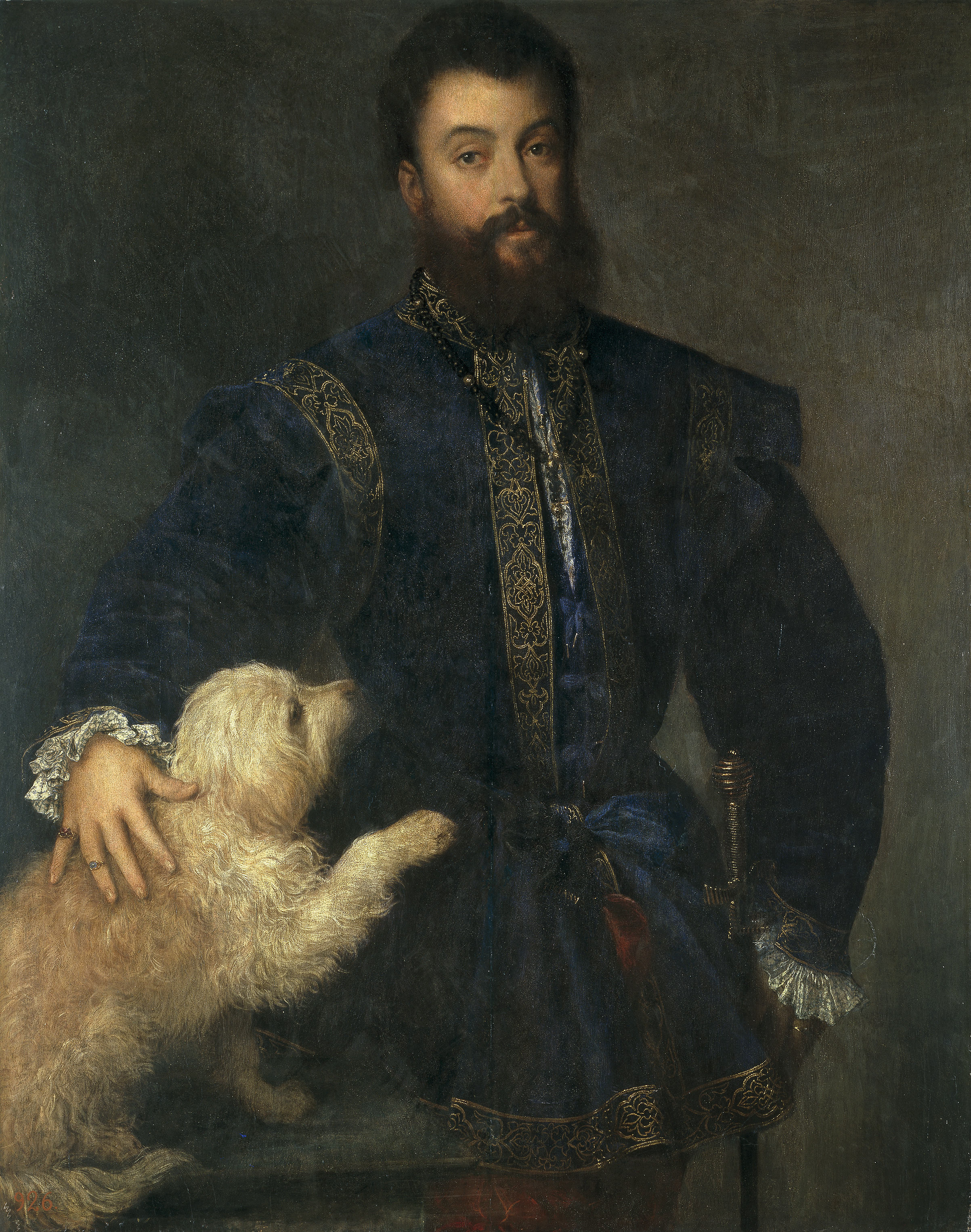
Retrato de Frederico II por Tiziano.

A zona onde foi construído o palácio era pantanosa e lacustre, mas os Gonzaga beneficiaram-na e Ludovico II Gonzaga, pai de Frederico II, escolheu-a como local de adestramento dos seus prestigiadíssimos e amantíssimos cavalos.
Morto o pai, e tornado senhor de Mântua, Frederico decidiu construir, em 1524, um palácio de recreio, ou villa suburbana, no local das cavalariças senhoriais da Isla del Te (Ilha do Te), no meio da marisma junto às muralhas de Mântua. O novo senhor tinha como objetivo tarnsformar a ilhota num lugar de diversão e de repouso, e de faustosas recepções com os hóspedes mais ilustres, onde pudesse "soltar-se" dos deveres institucionais juntamente com a sua amante Isabella Boschetti. Habituado como estava, desde criança, à comodidade e ao refinamento das villas romanas, achou como realizador perfeito para a sua ideia de "Ilha Feliz" o arquiteto e pintor Giulio Romano, aluno de Rafael, o qual acabara de realizar obras decorativas em algumas villas de Roma.
Pelo seu lado, Giulio Romano encontrou em Mântua, e no seu governador, a melhor ocasião para dar fôlego ao seu génio e à sua fantasia, readaptando a escudaria já existente e englobando-a na construção, alternando os elementos arquitetónicos com os naturais que a zona oferecia e decorando sublimemente as salas e as fachadas.

## A estrutura arquitetónica

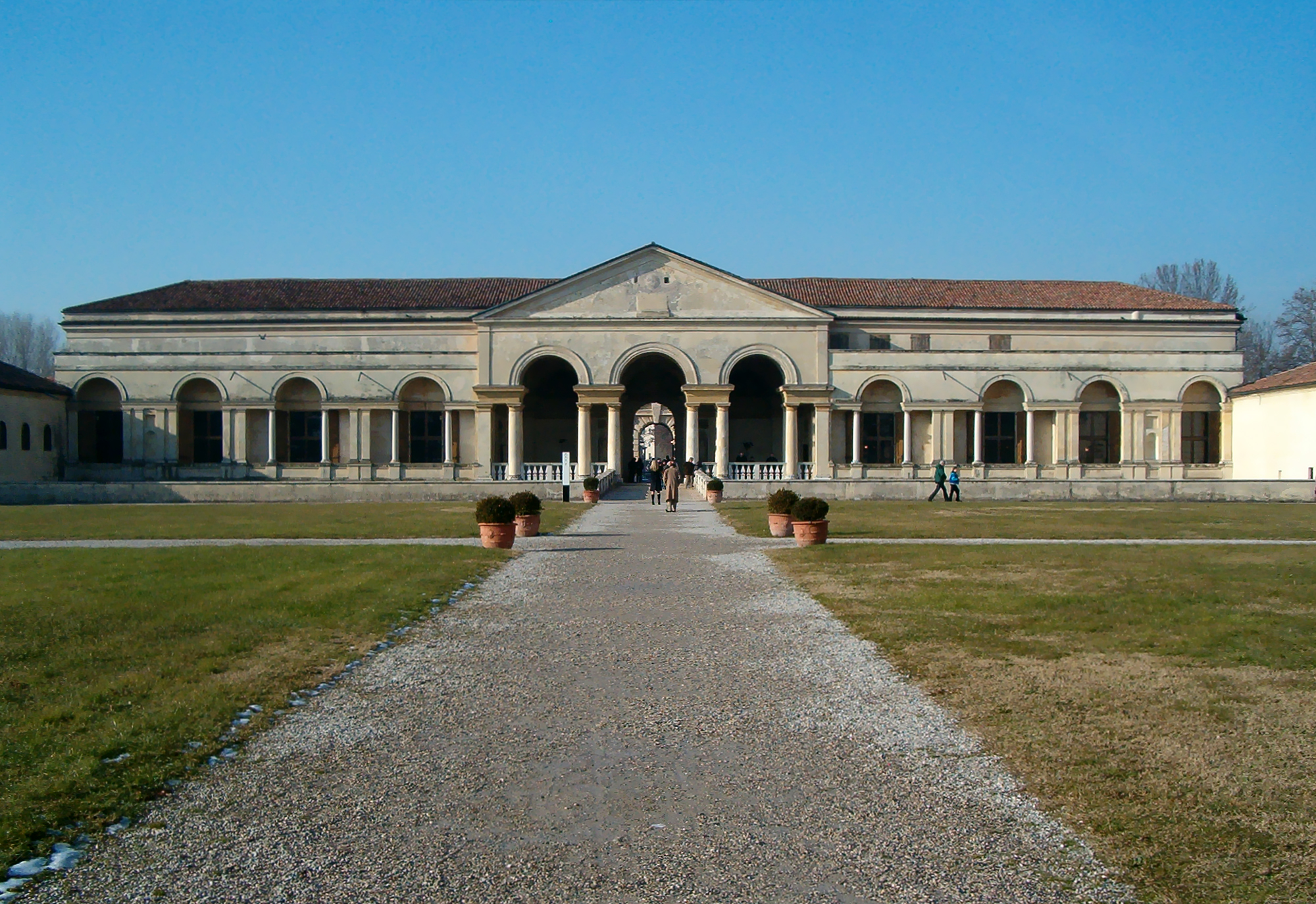
Vista da êxedra da Galeria de Honra do Palazzo del Te.

Tal como acontecia na Villa Farnesina (em Roma, no bairro do Trastevere), a localização extra-muros permitia uma arquitetura simultaneamente de palácio e de villa romana.
Em 1525, Giulio Romano começou a criar o corpo da construção, um edifício retangular em volta dum pátio quadrado, decorado com um labirinto, com quatro entradas nos quatro lados. A entrada principal, voltada à cidade, possui uma loggia, a chamada Loggia Grande, composta no exterior por três grandes arcos sobre pilastras colmeadas. A construção estendeu-se por um período de 18 meses e foi completada por um jardim bordejado por filas de colunas nos edifícios, eles próprios terminados por um hemiciclo de colunas (êxedra).

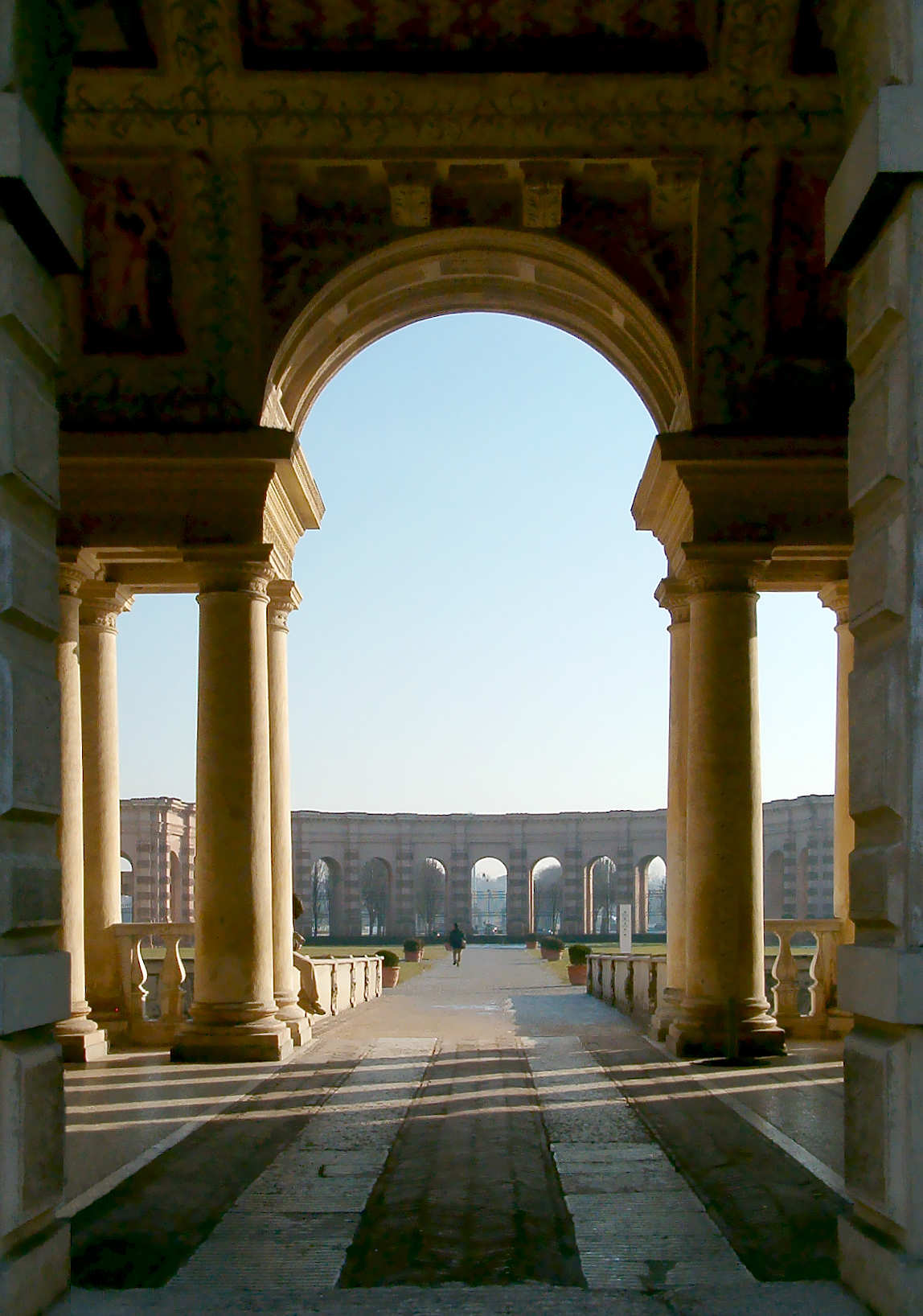
Variações da "janela serliana", um tema desenvolvido por todo o Palazzo del Te.

No lado oeste, a abertura é um vestíbulo quadrado, com quatro colunas que o dividem em três naves. A abóbada da nave central é em berço, enquanto as duas laterais mostram o teto plano (à maneira do átrio descrito por Vitrúvio e que tanto sucesso fez nos palácios italianos do Cinquecento).
O palácio possui proporções insólitas: apresenta-se como um bloco largo e baixo, com um único andar, cuja altura representa cera de um quarto da largura.
Toda a superfície externa é colmeada (inclui as cornijas das janelas e das portas) e apresenta uma ordem gigante de pilastras dóricas lisas. Os espaços entre as colunas não são todos iguais, o que dá uma impressão de desordem. A fachada este distingue-se das três restantes pelos motivos palladianos (reutilização dos elemenentos arquitetónicos antigos) sobres as suas colunas, e uma loggia' aberta ao centro. Os centros das fachadas sul e norte são perfurados por três arcos da altura dos dois andares, sem pórtico nem frontão; estes não são mais que passagens cobertas para o pátio interior.

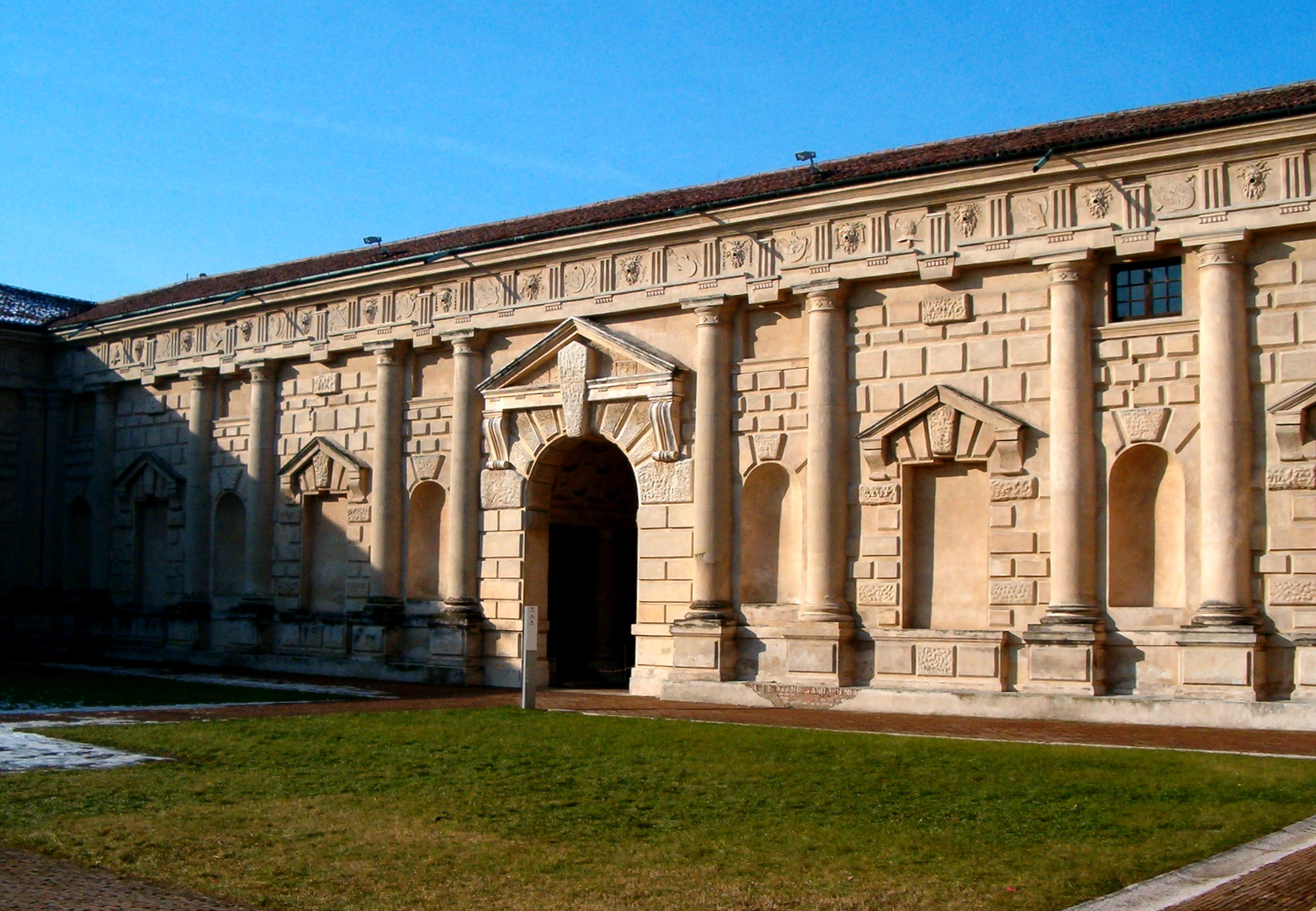
Pátio interior do Palazzo del Te.

O pátio segue, igualmente, uma ordem  dórica, mas as suas colunas de mármore foram deixadas quase em estado bruto; é visível um entablamento dórico, o qual só não é perfeito pela presença dum tríglifo nos lados este e oeste, que parece deslizar para baixo ao centro de cada espaço entre as colunas, como se estivesse instalado em chave de arco; nestes dois lados, tal como acontece no exterior, também espaços entre as colunas não são todos iguais. Estes detalhes confundem o observador e dão uma sensação de obra não concluída, ao conjunto. Poucas janelas dão para este pátio interior (cortile); nos quatro lados, as colunatas são acompanhadas por nichos profundos e janelas cegas, e os espaços intermédios revestidos com spezzato (gesso triturado e tingido), dando vida e profundidade às suas superfícies.
As janelas permitem distinguir o andar nobre (piano nobile), o qual se situa no rés-do-chão, do andar superior.
Originalmente, parece que o palácio era pintado, mas as cores desapareceram e as pinturas só são visíveis nos afrescos das preciosas salas interiores. Além dos afrescos, as paredes eram enriquecidas por tapeçarias e aplicações de couro dourado e prateado, as portas de madeira adornadas com bronzes e as lareiras constituídas por mármores nobres.
Depois de concluída a estrutura do edifício, seguiram-se quase dez anos de trabalhos com estucadores, escultores e pintores de afrescos; foi decorada até a mais pequena superfície das loggias e dos salões. Os afrescos assinados por Benedetto Pagni ou Rinaldo Mantovano (o Mantovano) são, atualmente, a mais notável curiosidade do palácio. Os temas vão desde um Banquete Olímpico no Salão de Psique (Sala di Psiche), aos cavalos estilizados no Salão dos Cavalos (Sala dei Cavalli), até chegar ao mais surpreendente de todos, o do Salão dos Gigantes (Sala dei Giganti), ondes estes, grotescos, parecem surgir do Caos.
Numerosas personagens da época visitaram o lugar, dos quais se destaca o Imperador Carlos V, vindo a Mântua, em 1530, para elevar o Marquês Frederico II à  dignidade de Duque.
Depois de acabado o palácio, Frederico instalou ali a sua amante oficial, Isabella Boschetti, no que ele chamava de seu "Palácio das ilusões lúcidas" (Palazzo dei lucidi inganni), rodeado de bosques e com vista para as águas do lago.

## As salas do palácio

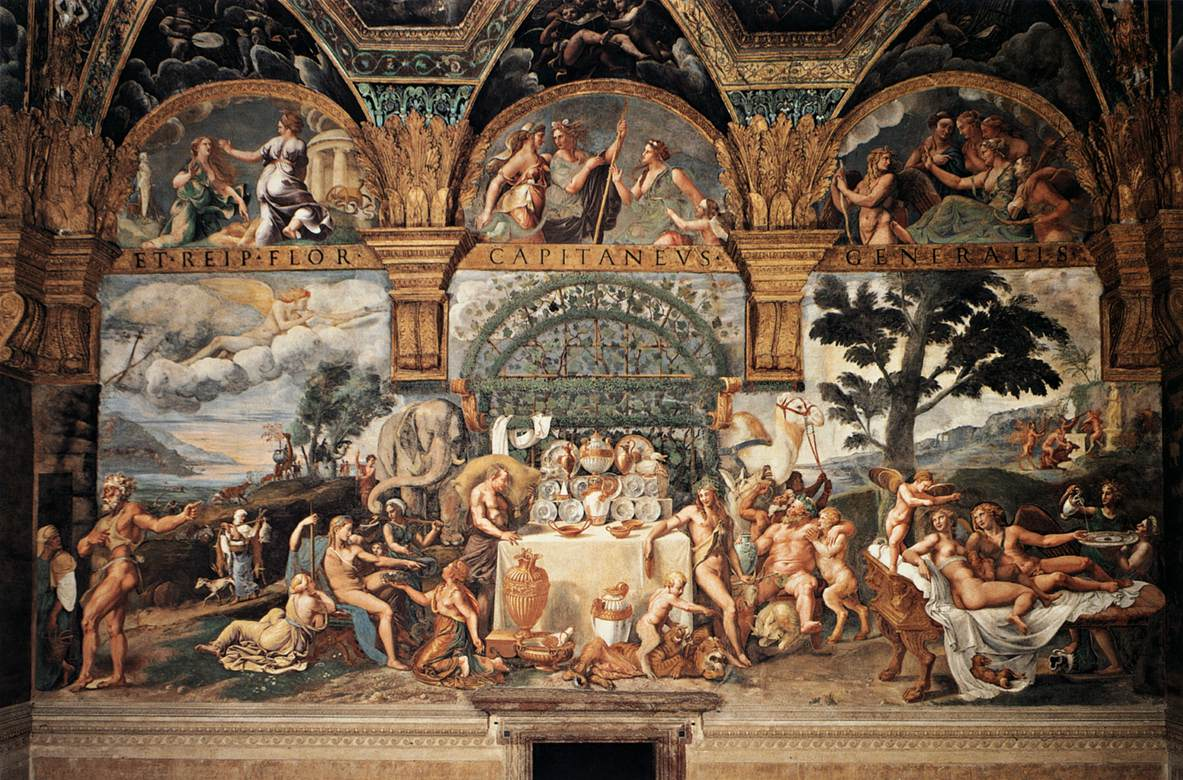
Sala di Amore e Psiche: parede do banquete.

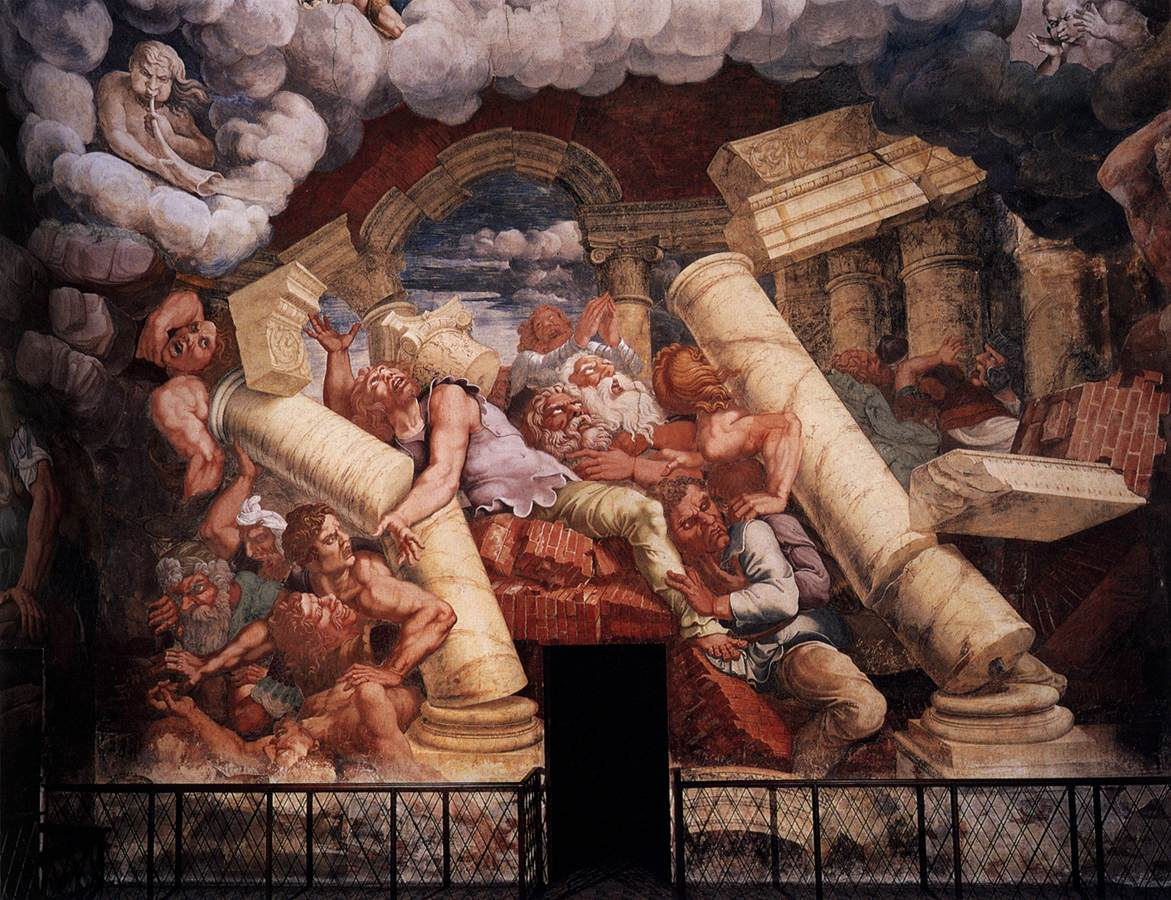
Sala dei Giganti: A Queda dos Gigantes.

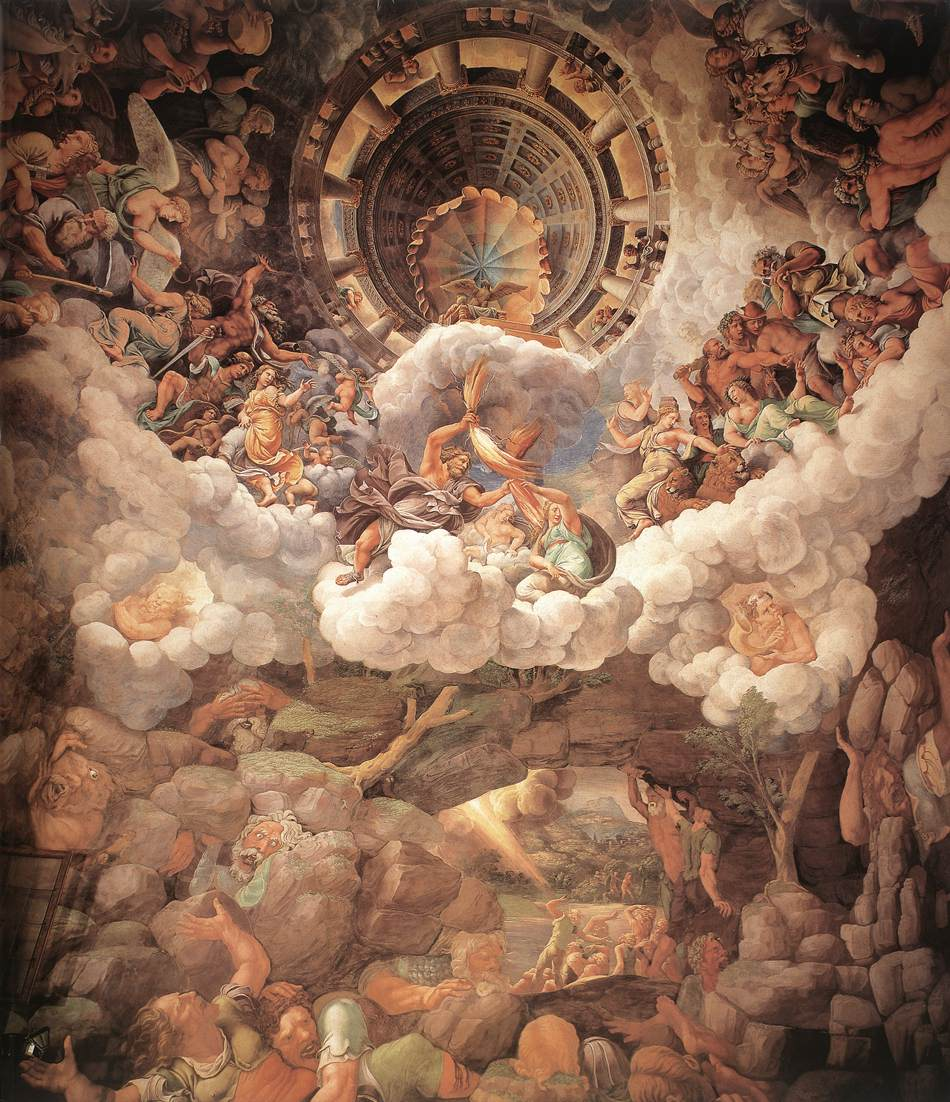
Sala dei Giganti: A Queda dos Gigantes.

- Sala dei giganti (Sala dos Gigantes): o afresco da Queda dos Gigantes (Caduta dei Giganti) foi pintado entre 1532 e 1535, recobrindo a sala das paredes ao teto com a representação ilustrativa da batalha entre os Gigantes, que tentam subir ao Olimpo, e Zeus
- Sala Grande dei Cavalli (Sala Grande dos Cavalos): com os retratos em tamanho natural dos seis domadores preferidos dos Gonzaga, era a sala destinada aos bailes. Os cavalos destacam-se, em toda a beleza das suas formas, sobre uma paisagem natural que se abre atrás duma colunata pintada, e que alternam os puros-sangue com figuras de divindades mitológicas em falsos nichos. O teto em madeira, com caixotóes e rosáceas douradas, acolhe o Monte Olimpo e a ramagem, os símbolos do Duque. O seu esquema é retomado no pavimento, dando simetria ao ambiante (o pavimento atual já não é o original).
- Sala de Amor e Psique (Sala di Amore e Psiche): é a sala de refeições do Duque. Inteiramente afrescada, está representada em todas as paredes, luxuriosa, a história mitológica de Psique, é o símbolo do amor do Duque por Isabella Boschetto.
- Sala das Águias (Sala delle Aquile): quarto de Frederico, ornada ao centro da abóbada com o afresco da queda de Faetonte do carro do sol, foi acabada com águias de asas abertas em estuques escuros nas valas dos cantos da sala, e afrescos de fábulas pagãs.
- Sala dos Ventos e do Zodíaco (Sala dei Venti o dello Zodiaco).
- Sala das Façanhas (Sala delle Imprese).
- Sala de Ovídio (Sala di Ovidio).
- Câmara do Sol (Camera del Sole)
- Sala dos Baixos Relevos (Sala dei Bassorilievi) e Sala dos Césares (Sala dei Cesari): são saletas claramente homenagenates ao Imperador Carlos V, do qual Frederico obteve o título de Duque em 1530.
- Galeria de Honra (Loggia d’Onore): é a loggia que se abre frente às pesqueiras, paralela à Loggia Grande, que assinala a entrada no palácio e mostra o encantador visual do jardim que se fecha a norte com a êxedra. A abóbada é dividida em grandes quadrados com cornijas de canas palústres nas quais está representada a história bíblica de David. Colunas e estátuas nos nichos completam a loggia.

Toda esta parte da villa elogia, através da pintura e dos símbolos da arte romana e do paganismo dos mitos do Olimpo, a figura do Imperador Carlos V, mas aqui manifesta-se um dos "sinais" velados de cunho político; em todos os acontecimentos representados, a atenção está posta na força e importância de Júpiter para ofuscar o prestígio.

## A simbologia
Os símbolos e os brasões presentes no palácio estão plenos de significados, mais ou menos velados e, frequentente, de cariz política, para o seu voluptuoso proprietário. O Monte Olimpo, por exemplo, circundado por um labirinto e surgindo das águas, é um símbolo que se encontra frequentemente retomado nos elementos arquitetónicos constituintes do palácio, como as duas amplas pesqueiras que, atravessando uma ponte, levam ao jardim, ou como o labirinto em buxo (quase desaparecido) do mesmo jardim.
Outro símbolo interessante é a salamandra, que Frederico elegeu como pessoal, junto à qual frequentemente é utilizada a frase: quod huic deest me torquet (o que te falta atormenta-me); nas ramagens, de facto, era mantido o único animal insensível aos estímulos do amor, e era empregado como contraposição consensual ao Duque e à sua natureza sensual e galante, o qual, pelo contrário, era atormentado pelos vícios do amor.

## O ângulo secreto

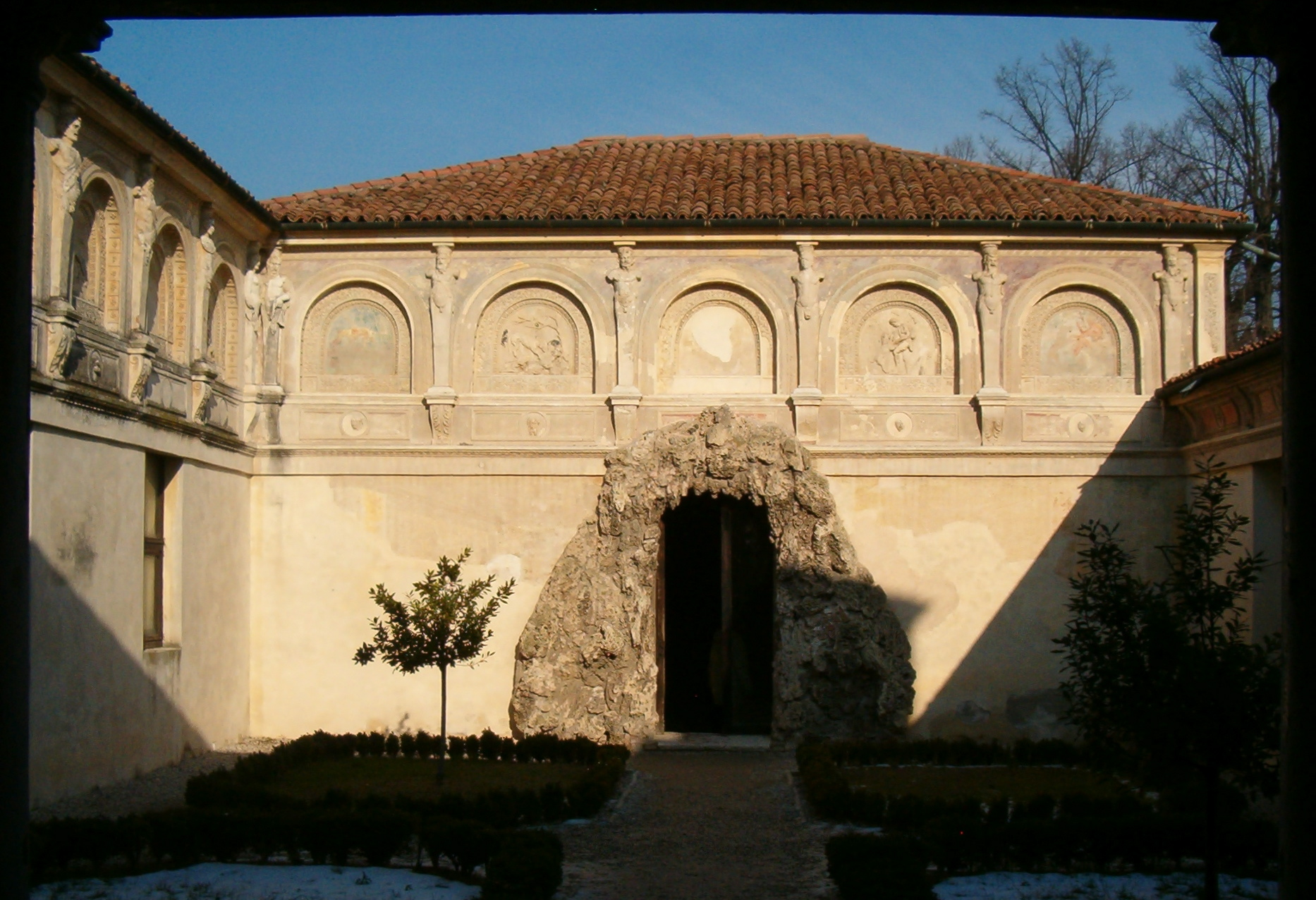
Entrada da Gruta.

O Aposento da Gruta (Appartamento della Grotta) foi edificado, cerca de 1530, no ângulo este do jardim que conclui o espaço da villa.
O apartamento é composto por poucas salas de dimensões muito mais modestas que as do corpo do palácio, uma loggia que se abre num pequeno jardim mostra o que resta dum ambiente então decorado e afrescado.

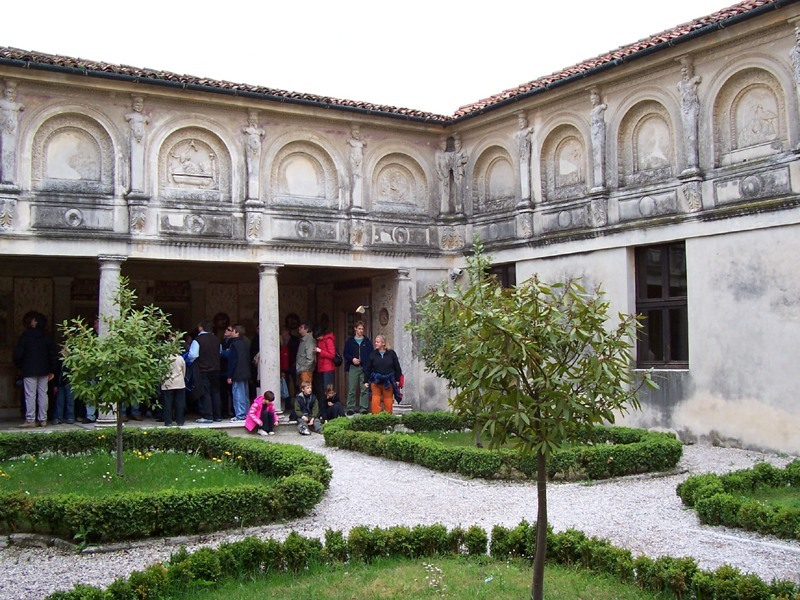
Jardim secreto e a respetiva loggia.

A partir do jardim acede-se à Gruta (Grotta), saleta utilizada como banho, de realização deveras insólita. A abertura é feita para dar a ideia de se tratar dum ambiente natural, de uma caverna, não estando aqui presentes os mármores e materiais encontrados no resto do palácio. O interior era atapetado por conchas (hoje desaparecidas) e jogos der água deviam alegrar e surpreender o visitante ao mesmo tempo.

## De caserma a museu
As ocupações espanholas, francesas e austríacas, e as várias guerras, fizeram com que, no passar dos anos, o palácio fosse utilizado como caserma e os jardins como acampamentos para as tropas, depauperando as salas e destruíndo algumas esculturas (nas paredes da Sala dos Gigantes mantêm-se visíveis as gravações e incisões com nomes e datas dum passado pouco glorioso para o monumento).
Depois de vários restauros, o palácio oferece, atualmente, um encantador mergulho na criatividade de Giulio Romano e na importância da Corte dos Gonzaga, com as suas salas e os jardins. Oferece, também, espaço para exposições graças à reorganização da orangerie; onde foram cultivados laranjas e limões, podem ver-se, agora, exposições temporárias, enquanto nas salas do andar superior se encontra o expositivo permanente, com coleções de quadros dos Spadini e dos Zandomeneghi, secção de medalhas e moedas dos Gonzaga (egípcias e mesopotâmicas).
O Palazzo del Te é, atualmente, sede do Museu Cívico.

## Galeria de imagens do Pallazo del Te

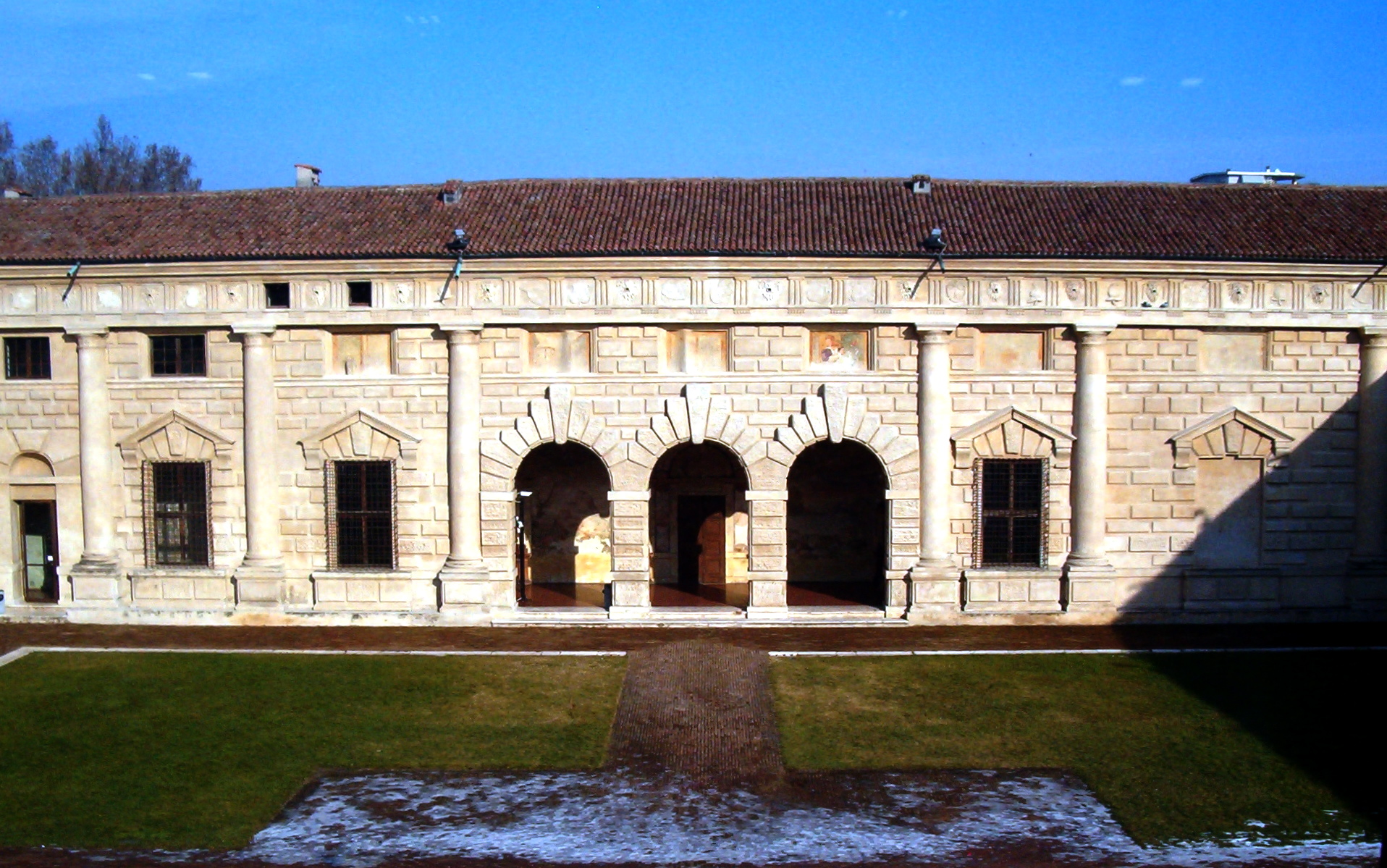
Pormenor do pátio
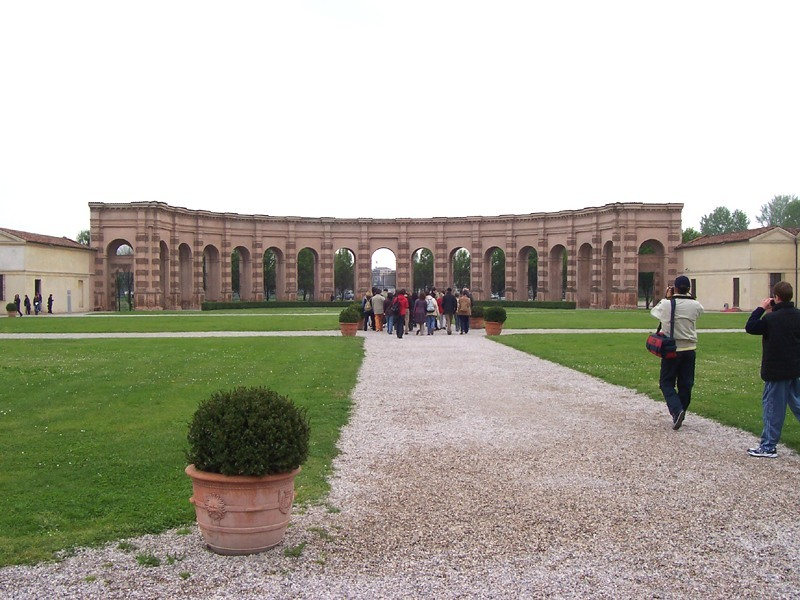
Êxedra
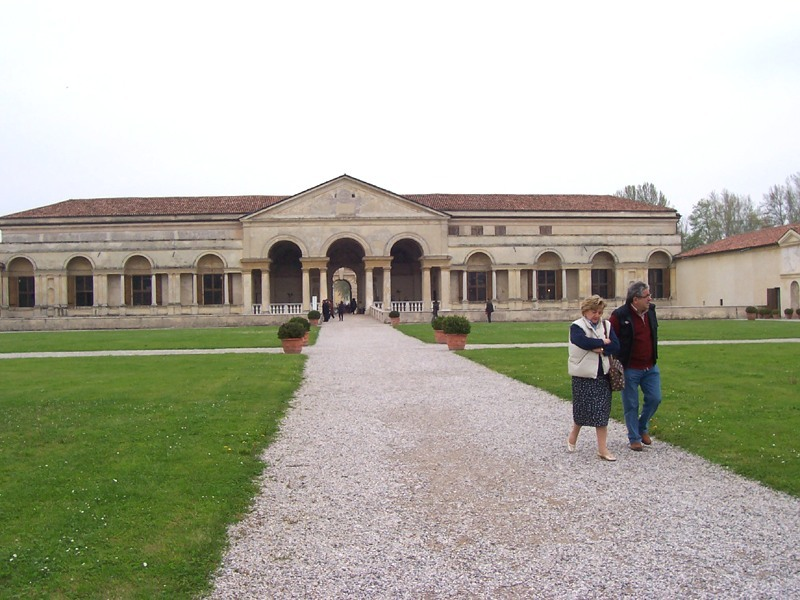
Pátio interior
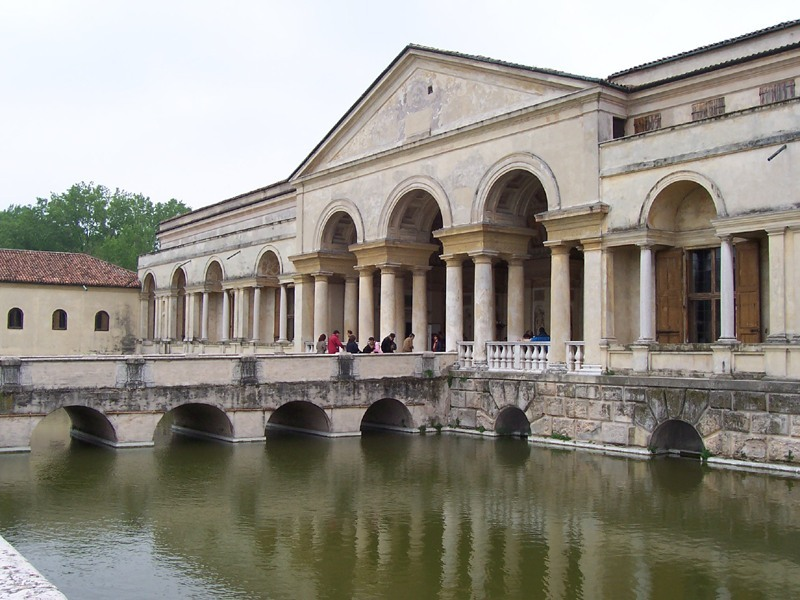
As pesqueiras